# Bring mich nach Hause (Film)
Bring mich nach Hause ist ein deutscher Fernsehfilm aus dem Jahr 2021. Das Drehbuch schrieb Britta Stöckle, Christiane Balthasar führte Regie. In den Hauptrollen spielen Silke Bodenbender und Anneke Kim Sarnau zwei Schwestern, deren Mutter ins Koma gefallen ist. Sie müssen sich letztlich damit auseinandersetzten, was ihre Mutter gewollt hätte. Im Fernsehen wurde der Film am 25. Oktober 2021 im Fernsehprogramm des ZDF ausgestrahlt. Der Film lief zudem im Wettbewerb auf dem Filmfest Hamburg 2021 sowie im Wettbewerb beim Fernsehfilmfestival Baden-Baden 2021.

## Handlung
Als Ulrike ihren Sohn zu ihrer Mutter Martina bringt, damit diese für ein paar Stunden auf ihn aufpassen kann, bricht Martina plötzlich zusammen. Ulrike kann den Notarzt rufen und ihre Mutter wird sofort ins Krankenhaus eingeliefert. Ulrike informiert ihre Schwester Sandra, die sich von Berlin aus auf den Weg nach Breverode macht. Ihre Mutter liegt mittlerweile im Koma. Die Ärztin teilt ihnen im Gespräch mit, dass ihre Mutter aufgrund eines geplatzten Aneurysmas eine Hirnblutung erlitten habe, mit der Folge einer Sauerstoffunterversorgung. Alle Reaktionstests seien bislang negativ ausgefallen, Genaueres könne man erst nach einiger Zeit sagen.
Die beiden ungleichen Schwestern haben ihre eigene Sicht auf das Geschehen. Die dreifache Familienmutter Ulrike, überzeugte Christin und Religionslehrerin im Ort, ist davon überzeugt, dass ihre Mutter nach einiger Zeit wieder aufwachen und genesen wird. Die alleinstehende Sandra, ambitionierte Astrophysikerin an einem Forschungsinstitut, betrachtet die Situation hingegen nüchtern. Die ärztlichen Aussagen lassen keine sonderlich gute Perspektive zu. Dies führt zu Spannungen zwischen den Geschwistern, da jetzt einige Dinge zu regeln sind. Sandra möchte beispielsweise den Leasingvertrag fürs Auto kündigen, für Ulrike kommt dies aber nicht in Frage. Nach sechs Wochen im Krankenhaus ohne jegliche Verbesserung muss auch entschieden werden, wo die Mutter gepflegt wird. Eine Patientenverfügung mit den Wünschen Martinas gibt es nicht.
Ulrikes Mann Matthias kann über Beziehungen schnell einen Platz in einem katholisch geleiteten Pflegeheim organisieren. Doch auch hier ändert sich Martinas Zustand nicht. Im Gegenteil, sie baut körperlich weiter ab, verliert stark an Gewicht und entwickelt einen Dekubitus. Als sie eines Tages aufhört zu atmen, kann sie gerade noch gerettet werden und wird fortan künstlich beatmet. An Maschinen angeschlossen, siecht Martina weiter dahin. Im Gegensatz zu Sandra glaubt Ulrike weiterhin an ein Wunder, es kommt zu einem Streit zwischen den Schwestern. Ulrike macht Sandra Vorwürfe, sie würde sich immer aus der Verantwortung stehlen. Sandra hat durch die ständige Anwesenheit bei ihrer Mutter auch beruflich mit Problemen zu kämpfen. Sie kann in einem wichtigen Projekt nicht richtig mitarbeiten und wird auf einer geplanten Forschungsreise nach Chile von einer Kollegin vertreten.
Sandra möchte ihre Mutter nicht unnötig leiden lassen. Diese hatte ihrem Hausarzt mal gesagt, sie möchte nicht an Maschinen angeschlossen und künstlich ernährt werden. Das Heim hätte auch kein Interesse, die lebensnotwendigen Maßnahmen einzustellen, da dann eine Bewohnerin mit relativ wenig Pflegeaufwand verloren ginge. In Ulrike keimen langsam Zweifel, sie sucht jetzt Rat bei ihrem Pfarrer, der ihr sagt, dass er nicht wisse, ob sie mit den Maschinen wirklich den Weg Gottes gingen, da der Technik eine Entscheidung überlassen werde, die eigentlich die Angehörigen treffen müssten. Nach diesem Gespräch sucht Ulrike Sandra auf, sie trinken gemeinsam Bier, beginnen sich zu versöhnen und beschließen, den Wunsch ihrer Mutter zu erfüllen.
Doch das Heim weigert sich, die künstliche Ernährung einzustellen. Auf Anweisung ihres Anwalts Meyer machen sich die Schwestern selber daran, die Magensonde zu entfernen. Doch das Heimpersonal kommt ihnen erneut in die Quere. Sie bekommen dafür Hausverbot, ihre Mutter wird in einem anderen Krankenhaus wieder an Maschinen angeschlossen und die Schwestern bekommen sogar eine Anklage wegen versuchten Totschlags an ihrer Mutter. Schließlich können sie ihre Mutter in einem Krankenhaus ausfindig machen, in dem diese gerade gestorben ist.
Ulrike verabschiedet Sandra, die wieder zurück nach Berlin fährt. Beide umarmen sich herzlich.
Vor dem Abspann erfährt der Zuschauer durch Texteinblendungen, dass die Anklage wegen versuchten Totschlags abgewiesen wurde, da die Schwestern auf die Richtigkeit der eingeholten rechtlichen Auskunft vertrauten. Anwalt Meyer wurde wegen versuchten Totschlags zu neun Monaten auf Bewährung verurteilt. Nach einer Revision vorm Bundesgerichtshof wurde er von allen Anklagepunkten freigesprochen.

## Produktion
Der Film wurde vom 29. September 2020 bis zum 28. Oktober 2020 in Berlin und in Potsdam gedreht.
Der Geschichte des Films ist frei nach wahren Begebenheiten erzählt. Im Abspann wird ein konkreter Vorfall angesprochen, laut Angaben des ZDF ging es um einen Fall des Medizinrechtlers und Juristen Wolfgang Putz mit dem Bundesgerichtshof.

## Rezeption

### Kritiken
Die Redaktion des Lexikons des internationalen Films (Herausgeber: Katholische Filmkommission für Deutschland) vergibt in ihrer Rezension insgesamt 2 von 5 Sternen für den Film. Sie schreibt: „Ein Fernsehdrama, das sich Werbung für Patientenverfügungen auf die Fahnen geschrieben hat und dieser Absicht Positionen, Dialoge und Figurenzeichnung durchweg unterordnet. Das Spiel der Darstellerinnen entschädigt immerhin teilweise für die papierene Anlage des Films.“
Thomas Gehringer gibt dem Film in seiner Besprechung bei tittelbach.tv insgesamt 5 von 6 Sternen. Der Kritiker äußert sich sehr lobend über die starken Leistungen der drei Hauptdarstellerinnen Kriegeskotte, Bodenbender und Sarnau. Die Darstellung der Wachkomapatientin (Kriegeskotte) gelinge, wenn auch nicht in allen Einzelheiten, ziemlich präzise und schonungslos. Dazu würden auch Maske und Ausstattung beitragen. Im Gegensatz zu dieser „stummen“ Hauptdarstellerin würden die Töchter deutlich mehr Text und emotionale Bandbreite darstellen. In ihrer Ausgestaltung würden die beiden zunächst ein Gegensatzpaar darstellen. Die religiöse Ulrike als „Bauchmensch“ auf der einen (Bodenbender), die Astrophysikerin Sandra als „Kopfmensch“ auf der anderen Seite (Sarnau). Beide würden Richtung Himmel schauen, aber aus anderen Günden. Diese Konstellation wirke etwas konstruiert, dennoch erfüllen die Figuren kein plumpes Klischee. Die Konflikte der Schwestern „konfrontieren das Publikum auf eine wirkungsvolle, emotionale Weise mit dem existenziellen Grundthema“, wie man ohne Patientenverfügung Entscheidungen über medizinische Maßnahmen von Angehörigen zu treffen hat. Aber auch der Kontakt zu den beteiligten Institutionen. Im katholischen Heim seien Überzeugungstäterinnen am Werk, mit einem „unnachgiebigen christlichen Glauben, der die eigenen Dogmen über alles stellt“, die Ärzteschaft hingegen würde verunsichert wirken. Auch wenn die Nachvollziehbarkeit zum Schluss „etwas unter die Räder“ gerate, resümiert Gehringer: „Eine verdienstvolle Filmarbeit, die dazu motivieren könnte, sich endlich mit der leidigen Patientenverfügung zu beschäftigen.“

### Einschaltquoten
Die Erstausstrahlung am 25. Oktober 2021 sahen 4,45 Millionen Zuschauer, was einem Marktanteil von 15,7 % entsprach und damit den Bestwert an diesem Tag bedeutete.

### Auszeichnungen
- 2022: Seoul International Drama Awards – Bester Fernsehfilm[7]